# Wolfgang Uhrig

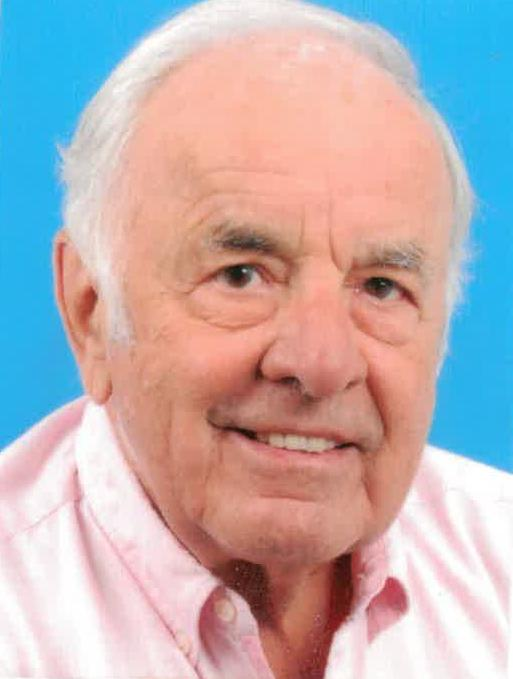
Wolfgang Uhrig 2024

Wolfgang Uhrig (* 21. April 1940 in Darmstadt) ist ein deutscher Sportjournalist und Buchautor. Er war 16 Jahre Chefredakteur beim Kicker.

## Leben
Wolfgang Uhrig wuchs in Nieder-Klingen im Odenwald auf. Er absolvierte die Mittlere Reife und schloss eine Lehre zum Schriftsetzer ab.
Kurz vor Abschluss seiner Lehre wandte er sich bei der Suche nach einer Anstellung als Sportjournalist direkt an den Amtsleiter des Bundespresseamtes, Felix von Eckardt. Dieser empfahl ihn an den Sport-Informations-Dienst in Düsseldorf. Im November 1958 wurde er dort zum Gespräch durch Alfons Gerz empfangen und musste Gerz mit Fakten über die Olympischen Spiele 1936 überzeugen. Uhrig überzeugte und konnte am 1. April 1959 ein dreijähriges Volontariat beim Sport-Informations-Dienst antreten. Dort wurde er erst zum Redakteur und dann Ressortleiter für Kunstturnen und Eiskunstlauf. 1961 berichtete er von der Eiskunstlauf-Europameisterschaft aus Berlin.
Nach 16 Jahren beim SID wurde er 1975 von Hubert Burda zur Bunte geholt. 1987 wechselte er zur Illustrierten Quick und ging kurze Zeit später zum Kicker. Als Sportjournalist berichtete er 21 Mal von den Olympischen Spielen (zehnmal Sommer, elfmal Winter), zuletzt von den Olympischen Sommerspielen 2012 in London. Von 1988 bis 2004 war er zusammen mit Rainer Holzschuh Chefredakteur beim Kicker. Anschließend ging er in den Ruhestand.
1993 erhielt er den Sparkassen-Fair Play-Preis für Sportjournalismus der Deutschen Sporthochschule Köln.
Uhrig ist Autor mehrerer Bücher zu den Olympischen Spielen und schrieb ein Buch über Rosi Mittermaier und Christian Neureuther. Auf seine Initiative hin entstanden Sonderhefte des Kickers, wie das für die Formel 1. Von 1969 bis 2005 war er Chefredakteur der Jahrbücher der Olympischen Sportbibliothek und Mitglied im Verein Münchner Sportjournalisten.
Uhrig wohnt in Baldham bei München. Er ist mit Monika, ältere Schwester von Sportjournalist Paul-Joachim Neusser, verheiratet.